# لينا نج
لينا نج (بالصينية: 黃嫊芳؛ بالإنجليزية: Lina Ng) هي ممثلة سنغافورية، ولدت في 6 مايو 1974 في سنغافورة.

## وصلات خارجية
- لينا نج على موقع IMDb (الإنجليزية)
- لينا نج على موقع قاعدة بيانات الفيلم (الإنجليزية)